# نشم آسيوي
نشم آسيوي (الاسم العلمي:Grewia asiatica) هو نوع من النباتات يتبع جنس النشم من الفصيلة الخبازية.